# Кондрацький Борис Володимирович
Борис Володимирович Кондрацький (16 серпня 1914, Войтівка, Подільська губернія — 28 липня 1999, Сімферополь) — радянський архітектор, який працював у Криму в другій половині XX століття.

## Життєпис
Закінчив Харківський інститут інженерів комунального будівництва 1946 року. З того часу беззмінно працював в інституті «КримНДІпроект» (Сімферополь). Проживав по вул. Лютневій. Помер 28 червня 1999 року у Сімферополі.

## Відомі проєкти будівель та споруд
Основна частина проектів Кондрацького виконана для Кримської області.
- Стадіон «Авангард>» (нині Фіолент) у Сімферополі,
- Кримський обласний архів,
- Торговий центр (нині універмаг Крим) на Московській площі в Сімферополі,
- Житлові будинки на вул. Пушкіна, № 2, 4,
- Житлові будинки на вул. Севастопольська, № 18,
- Готель «Україна» в Сімферополі[3],
- Готель «Москва» в Сімферополі[3],
- Будинок відпочинку рибників у Гурзуфі,
- Молодіжний табір «Юність» в Алушті,
- Санаторій «Ударник» в Євпаторії,
- Спальний корпус будинку відпочинку МВС у Євпаторії,
- Будинок творчості «Коктебель» у Коктебелі,
- Планування Канакської балки,
- Адміністративний корпус Інституту кліматотерапії в Ялті,
- Літні кінотеатри в Алушті, Керчі, Сімеїзі.

Вивчав архітектурну спадщину Сімферополя та інших міст Криму. Виконував акварелі, ілюстрував книги з архітектури.

Виконав першу архітектурну реконструкцію Неаполя Скіфського, використовуючи матеріали археологів. Спільно з архітектором А. Зорею та археологом М. Фронджуло ним було виконано перший проєкт створення музею Неаполя Скіфського (розроблявся інститутом «Укрпроектреставрація»). Він був затверджений відділом архітектури та Держбудом України у 1984 році, але так і не здійснився.

Відомі проєкти Б. В. Кондрацького (у тому числі колективні роботи КримНДІпроєкт)
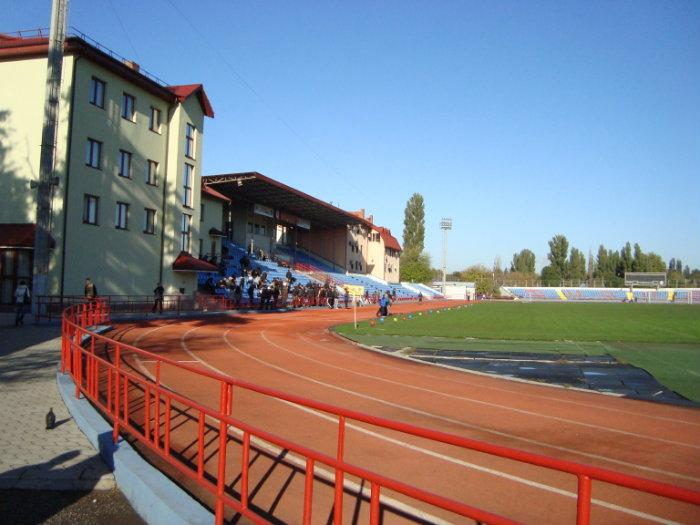
Стадіон Авангард, нині Фіолент
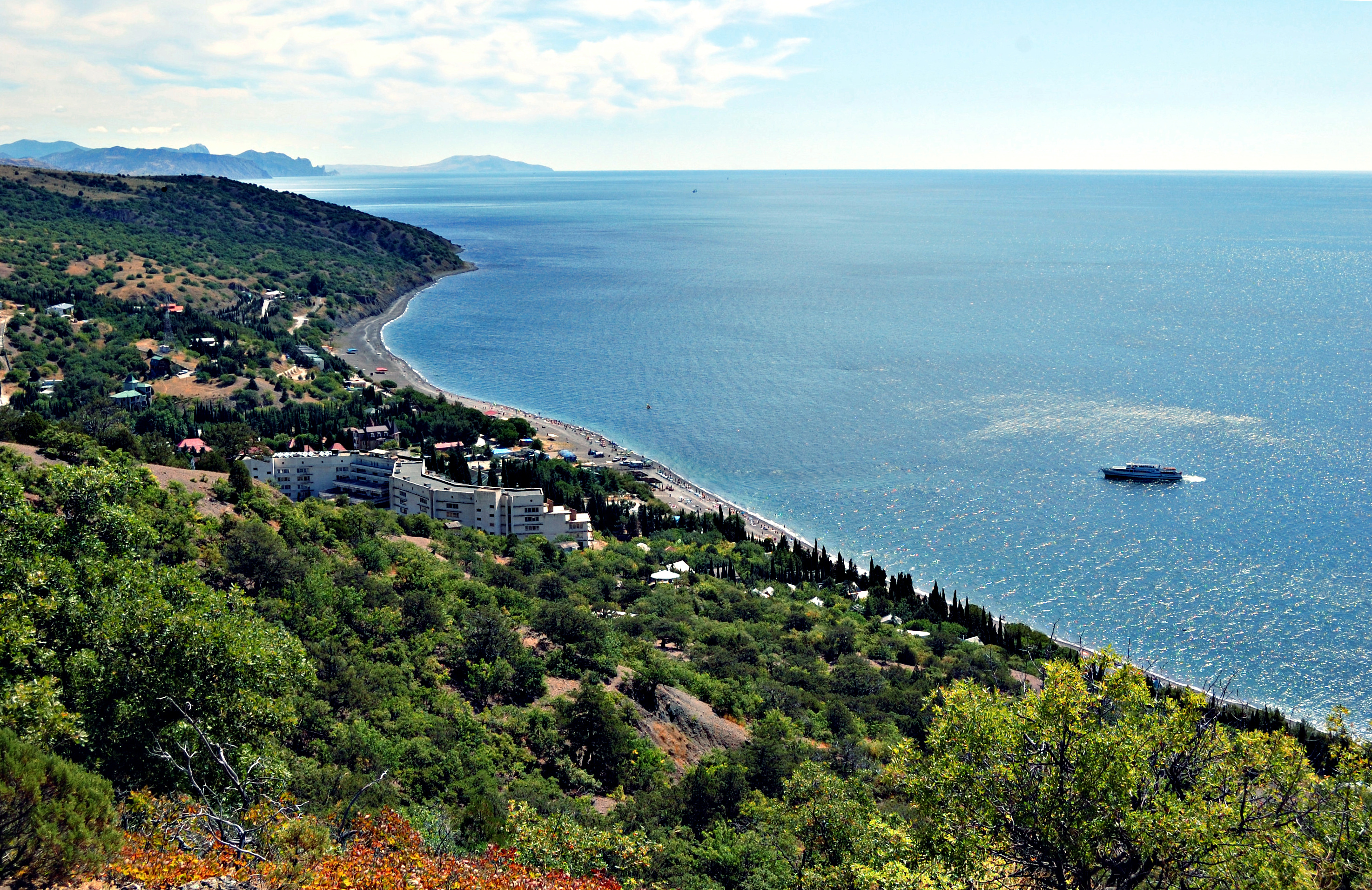
Сучасна забудова Канакської балки
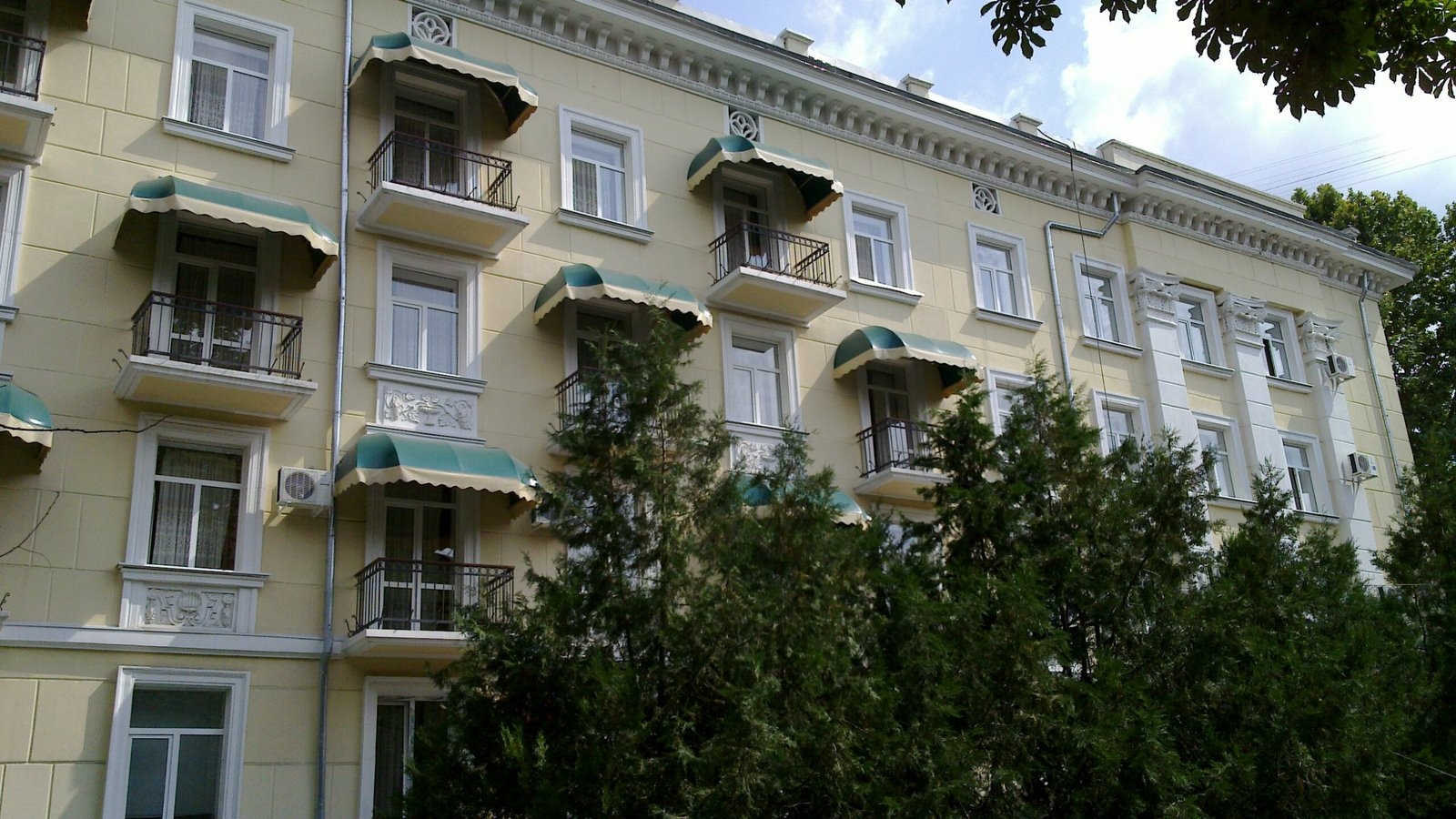
Західний фасад готелю Україна, вул. О. Невського, 7
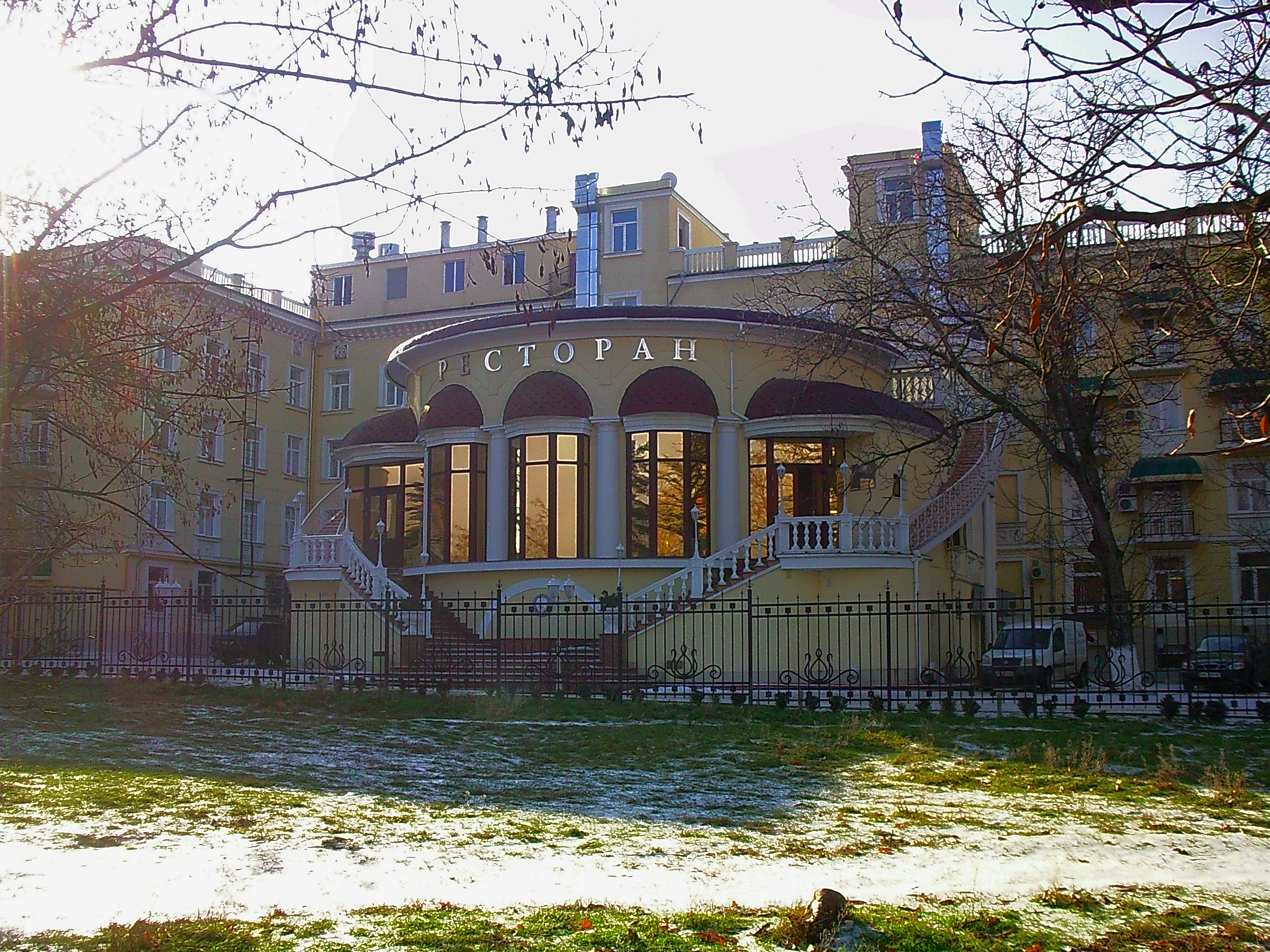
Північний фасад готелю Україна
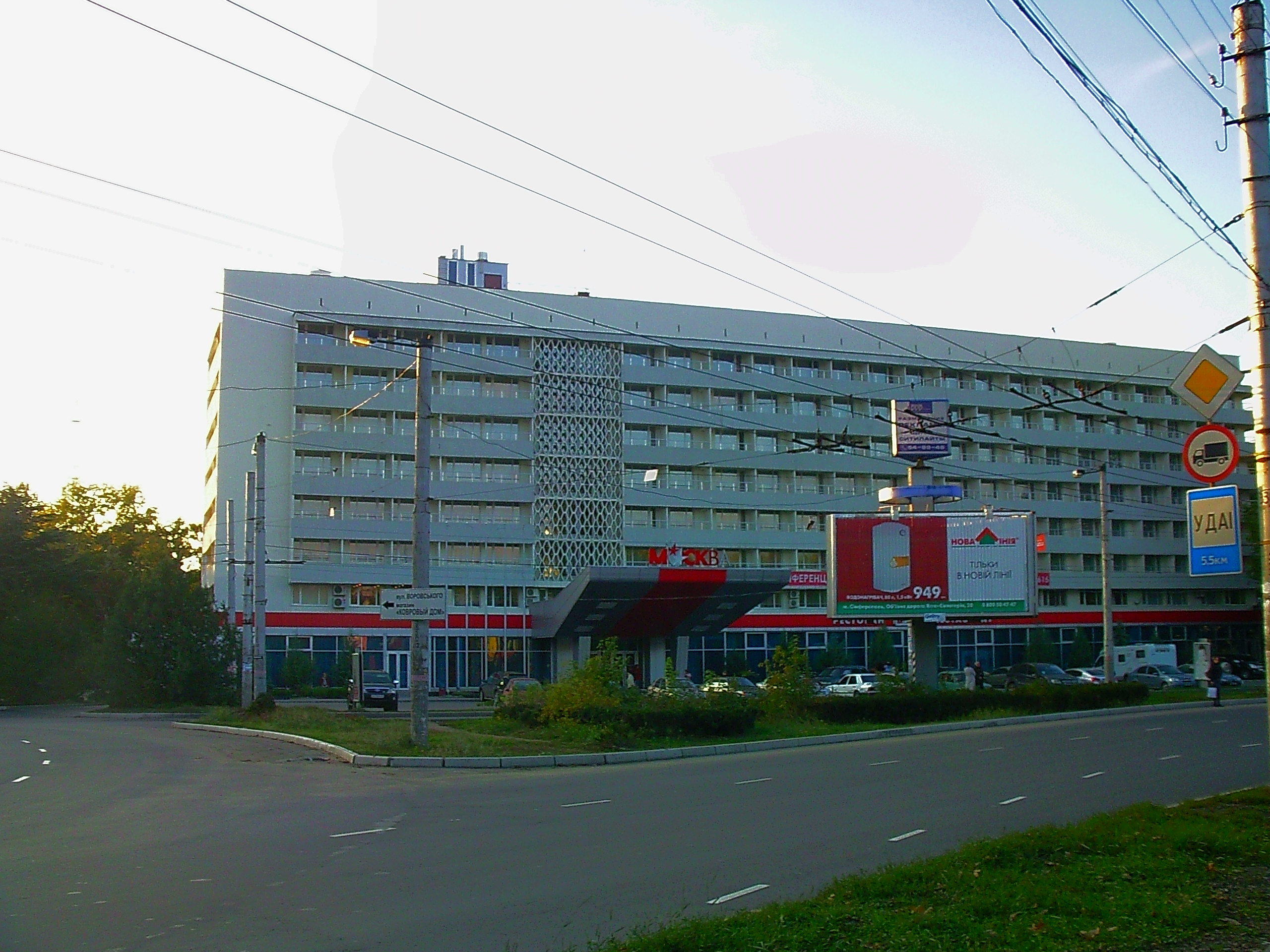
Готель Москва, вул. Київська, 2
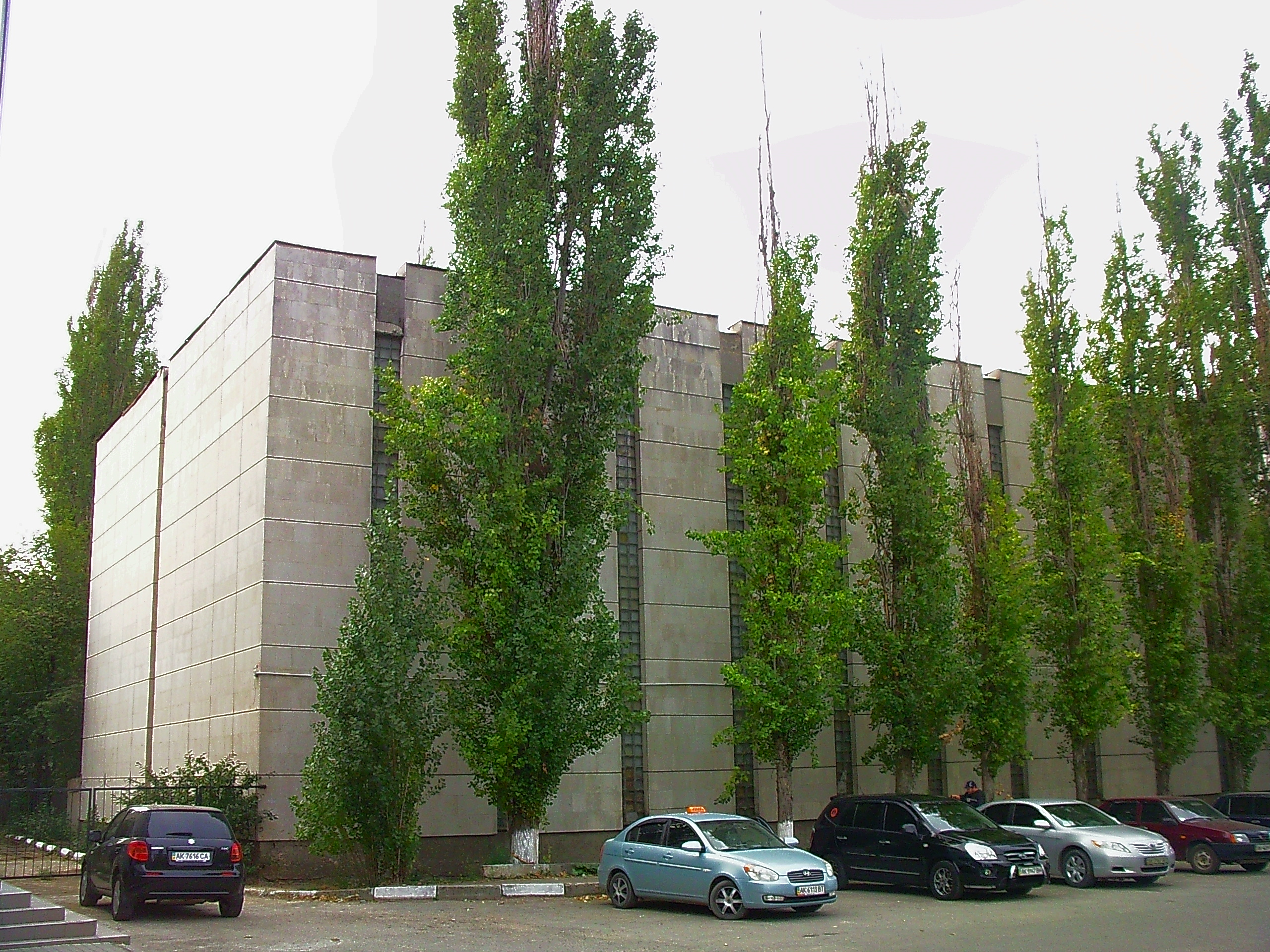
Державний архів Криму, вул. Кечкеметська
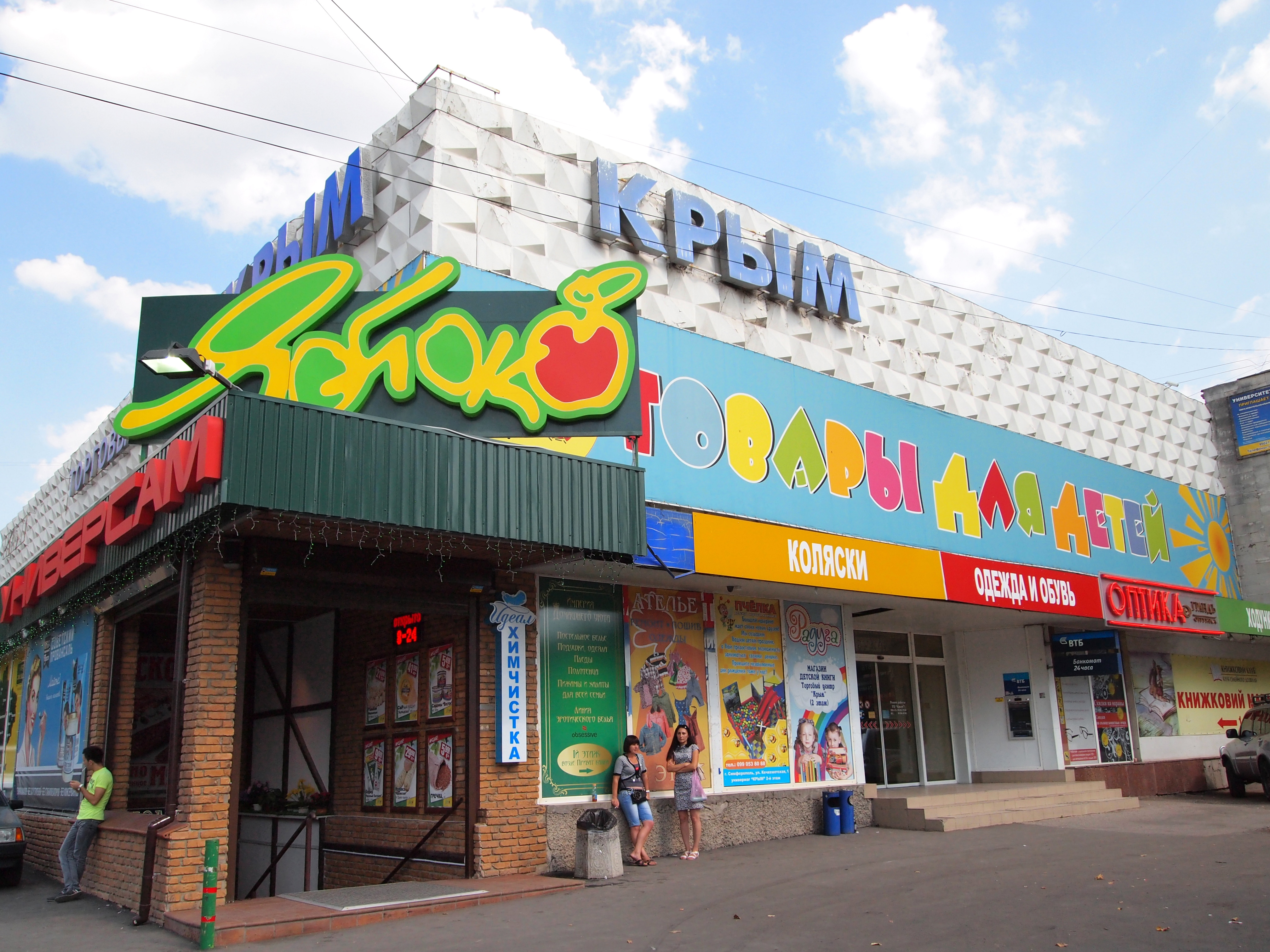
Універмаг Крим, Московська площа